# FictionBook
FictionBook（フィクションブック）はXMLに基づいたオープンな電子書籍のフォーマットである。ロシアで作成され人気がある。 FBReaderやAlReader、Haali Reader、LinuxにおけるOkularなどの電子書籍リーダーによりサポートされている。FictionBookファイルの拡張子は.fb2である。
FictionBookフォーマットは文書の表示は規定せず、構造のみを記述する。例えば、題辞、詩や引用をする際に用いることができる特別なタグがある。電子書籍のメタデータ（著者名、タイトル、出版情報など）もまたファイルに含まれている。それゆえ、このフォーマットは自動処理、インデックス化、電子書籍の管理等に便利である。また、他のフォーマットに自動で変換することも出来る。

### 作成・編集用ソフトウェア
- FB Writer
- OOo FBTools
- RSS feeds to FB2 book converter  - GoogleReaderのOPMLファイルもしくはRSSフィードをFB2ブックに変換する（画像も転送できる）。
- genebook.de - Online platform for creating and editing ebooks

### 読書用ソフトウェア
- FBReaderアプリダウンロードサイト Microsoft Store
- Haali Reader - Microsoft Windows にて作動する読書用ソフトウェア
- FB2リーダーソフトウェアの一覧
- STDU Viewer

### 読書用ハードウェア
- lBook eReader V3